# Diereza (metryka)
Diereza – pokrywanie się granicy wyrazu z granicą stopy akcentowej w wierszach sylabotonicznych. Zdarza się to najczęściej w wierszach amfibrachicznych i trocheicznych.